# 梅林卡农村居民点
梅林卡农村居民点（俄语：Мылинское сельское поселение）是俄罗斯联邦布良斯克州卡拉切夫区所属的一个农村居民点。其下辖有11个居民点，行政中心为别廖佐夫卡。据2015年统计，该农村居民点的人口为1590人。